# Lemma di Gauss (polinomi)
Il lemma di Gauss, nella teoria dei polinomi, si riferisce a due affermazioni distinte:
- il prodotto di due polinomi primitivi è primitivo;
- se un polinomio è irriducibile in {\displaystyle \mathbb {Z} [x]}, allora è irriducibile anche in {\displaystyle \mathbb {Q} [x]}; cioè un polinomio a coefficienti interi che è irriducibile negli interi è anche irriducibile nei razionali.

La seconda affermazione è una diretta conseguenza della prima, ed entrambe le affermazioni possono essere estese al caso in cui al posto di {\displaystyle \mathbb {Z} } si considera un dominio a fattorizzazione unica R e al posto di {\displaystyle \mathbb {Q} } si considera il campo delle frazioni F di R.
Questo lemma prende il nome dal matematico tedesco Carl Friedrich Gauss.

## Dimostrazione del primo lemma
Siano f(x) e g(x) due polinomi primitivi (a coefficienti interi), cioè tali che il massimo comun divisore dei coefficienti di ciascun polinomio è 1. Supponiamo per assurdo che il loro prodotto h(x)=f(x) g(x) non sia primitivo. Di conseguenza, esisterà un primo p che divide tutti i coefficienti di h(x). Poiché f(x) e g(x) sono primitivi, esisteranno dei loro coefficienti che non sono divisi da p.
L'idea è ora di "costruire" un coefficiente di h(x) che non è diviso da p. Consideriamo quindi ar e bs, i due coefficienti di grado minimo che non sono divisi da p, e costruiamo cr+s, il coefficiente di h(x) di grado r+s. Lo possiamo scrivere come:
{\displaystyle c_{r+s}=a_{r}b_{s}+(a_{r+1}b_{s-1}+a_{r+2}b_{s-2}+\ldots )+(a_{r-1}b_{s+1}+a_{r-2}b_{s+2}+\ldots )}
Il primo addendo non è divisibile per p; tuttavia, le due quantità tra parentesi lo sono, in quanto ognuno tra i bs-1, bs-2... lo è, come ognuno tra i ar-1, ar-2, eccetera. Quindi si può scrivere
{\displaystyle c_{r+s}=a_{r}b_{s}+ph}
per un h intero. Ma cr+s è la somma di una quantità divisibile e una non divisibile, e quindi non può essere divisibile per p, e ciò è assurdo. Quindi h(x) è primitivo, come volevasi dimostrare.

### Dimostrazione alternativa
Un'altra dimostrazione può essere data usando l'anello {\displaystyle \mathbb {Z} _{p}[x]} dei polinomi a coefficienti nel campo finito {\displaystyle \mathbb {Z} _{p}}.
Supponiamo per assurdo che h(x)=f(x) g(x) non sia primitivo. Come nella dimostrazione precedente, esisterà un primo p che divide tutti i suoi coefficienti. Allora nell'anello {\displaystyle \mathbb {Z} _{p}[x]} risulterà f(x) g(x)=0. Ma essendo {\displaystyle \mathbb {Z} _{p}} un campo, è anche un dominio d'integrità (ovvero, non esistono divisori dello zero), e quindi anche l'anello dei suoi polinomi è un dominio d'integrità. Quindi uno tra f(x) e g(x) dovrebbe essere 0 in {\displaystyle \mathbb {Z} _{p}[x]}, ovvero tutti i suoi coefficienti dovrebbero essere divisibili per p. Ma avevamo supposto che sia f(x) che g(x) fossero primitivi, e quindi questo è un assurdo, e h(x) è primitivo.

## Dimostrazione del secondo lemma
Questo secondo lemma è equivalente a dire che se un polinomio a coefficienti interi si scompone in {\displaystyle \mathbb {Q} [x]}, allora si scompone anche in {\displaystyle \mathbb {Z} [x]}.
Se f(x) non è primitivo, allora si ottiene subito una scomposizione non banale in {\displaystyle \mathbb {Z} [x]} e quindi possiamo assumere, senza perdere in generalità, che f(x) sia primitivo. Se si pone f(x)=g(x) h(x), con {\displaystyle g(x),h(x)\in \mathbb {Q} [x]} non costanti, allora esistono {\displaystyle a,b\in \mathbb {Q} \setminus \{0\}} tali che {\displaystyle g'(x)=a\cdot g(x)} e {\displaystyle h'(x)=b\cdot h(x)} siano polinomi primitivi di {\displaystyle \mathbb {Z} [x]}. Abbiamo dunque:
{\displaystyle f(x)=(a^{-1}\cdot a\cdot g(x))(b^{-1}\cdot b\cdot h(x))=(ab)^{-1}g'(x)h'(x)}
Per il lemma precedente, il prodotto di g'(x) e h'(x) è primitivo come f(x), e quindi ab deve essere uguale a {\displaystyle \pm 1}, e quindi f(x) è riducibile in {\displaystyle \mathbb {Z} [x]}.

### Dimostrazione alternativa
Un altro modo per dimostrare che un polinomio irriducibile f(x) in {\displaystyle \mathbb {Z} [x]} sia irriducibile anche in {\displaystyle \mathbb {Q} [x]}, è supporre per assurdo che esista una sua ulteriore scomposizione in {\displaystyle \mathbb {Q} [x]} (con {\displaystyle \mathbb {Q} }, in generale, il campo delle frazioni di {\displaystyle \mathbb {Z} } un qualunque UFD (dominio a fattorizzazione unica)).
Supponiamo quindi che esistano {\displaystyle g(x),h(x)\in \mathbb {Q} [x]} non banali tali che {\displaystyle f(x)=g(x)h(x)}, con grado di g(x) e h(x) positivo.
Allora esisteranno {\displaystyle a,b\in \mathbb {Z} } tali che {\displaystyle ag(x)=g'(x)\in \mathbb {Z} [x]} e {\displaystyle bh(x)=h'(x)\in \mathbb {Z} [x]}.
Quindi possiamo scrivere {\displaystyle abf(x)=g'(x)h'(x)}.
Sia c un fattore irriducibile di ab in {\displaystyle \mathbb {Z} }. Poiché {\displaystyle \mathbb {Z} } è UFD, allora c sarà primo in {\displaystyle \mathbb {Z} [x]}. Siccome c divide {\displaystyle g'(x)h'(x)} ed è primo, allora c dividerà {\displaystyle g'(x)} oppure {\displaystyle h'(x)}.
Senza perdita di generalità, supponiamo che c divida {\displaystyle g'(x)}, cioè {\displaystyle g'(x)=cg'_{1}(x)} con {\displaystyle g'_{1}\in \mathbb {Z} [x]}.
Da {\displaystyle abf(x)=g'(x)h'(x)} concludiamo
{\displaystyle {\frac {ab}{c}}f(x)=g'_{1}(x)h'(x)}
Procedendo con gli altri fattori irriducibili di ab, dopo un numero finito di passaggi otterremo
{\displaystyle uf(x)=g'_{r}(x)h'_{s}(x)} con {\displaystyle u} invertibile
Abbiamo quindi trovato una nuova scomposizione di {\displaystyle f(x)} in {\displaystyle \mathbb {Z} [x]}, assurdo per ipotesi.

## Conseguenze
- Una conseguenza del primo lemma è che l'MCD del prodotto di due polinomi è il prodotto dei loro MCD.

- Il secondo lemma implica che si può determinare l'irriducibilità di un polinomio tra i razionali studiando un polinomio tra gli interi, dove possono essere applicati strumenti come il criterio di Eisenstein.

- Teorema delle radici razionali